# Entrainment (biomusicología)
 'Entrainment'  en el sentido biomusicológico se refiere a la sincronización de organismos (solo humanos en su conjunto, con algunos casos particulares de ciertos animales) a un ritmo externo percibido] , como la música y danza humana como por ejemplo el  'claqueo' .

## Inducción al ritmo
'Inducción de ritmo'  es el proceso en el que se activa un pulso regular isócrono mientras uno escucha música (es decir, el ritmo al que uno toca el pie). Se pensó que el mecanismo cognitivo que nos permite inferir un latido a partir de un patrón de sonido, y sincronizar o bailar, era únicamente humano. [cita requerida] Ningún primate probado hasta el momento, con la excepción de la especie humana, puede bailar o colaborar al ritmo de la música. Los humanos saben cuándo comenzar, cuándo detenerse, cuándo acelerar o disminuir la velocidad, en sincronización con sus compañeros bailarines o músicos. [cita requerida] Aunque los primates no parecen mostrar la inducción del ritmo, lo hacen algunos loros. Se mostró que el ejemplo más famoso,  Snowball muestra una danza genuina, incluido el cambio de sus movimientos a un cambio en el tempo (Patel et al., 2009). La inducción del ritmo puede verse como una habilidad cognitiva fundamental que permite la música (por ejemplo, Patel, 2008; Honing, 2007; 2012). Podemos escuchar un pulso en un patrón rítmico mientras que puede que ni siquiera esté explícitamente allí: el pulso se está induciendo (de ahí el nombre) mientras se escucha, como una perspectiva puede ser inducida mirando una disposición de objetos en una imagen. La neurocientífica Ani Patel propone la inducción del ritmo, refiriéndose a esto como "procesamiento del ritmo basado en el ritmo", como área clave en la investigación del lenguaje musical, y sugiere la inducción del ritmo "un aspecto fundamental de la cognición musical que no es un subproducto de los mecanismos cognitivos que también sirven otros dominios, más claramente adaptativos (por ejemplo, análisis de escena auditiva o lenguaje) "(Patel, 2008).

## Función evolutiva
Jordania Jordania recientemente sugirió que la capacidad humana para ser arrastrada fue desarrollada por las fuerzas de selección natural como una parte importante para alcanzar el estado alterado de conciencia específico, trance de batalla. Alcanzar este estado, en el que los humanos pierden su individualidad, no sienten miedo y dolor, se unen en una [identidad colectiva] compartida y actúan en el mejor interés del grupo, fue crucial para la supervivencia física de nuestros antepasados frente a los grandes depredadores africanos, después de que homínidos descendieran de los árboles más seguros al terreno peligroso y se convirtieran en  Terrestres.

## Lectura adicional
- Clayton, M.; Sager, R.; Will, U. (2004). «In time with the music: The concept of entrainment and its significance for ethnomusicology». ESEM Counterpoint 1: 1-82. Archivado desde el original el 17 de diciembre de 2008. Consultado el 5 de mayo de 2008.
- Collins, Randall (March 2013). «Entering and leaving the tunnel of violence: Micro-sociological dynamics of emotional entrainment in violent interactions». Current Sociology, Special Issue: Violence and Society 61 (2): 132-151. doi:10.1177/0011392112456500.
- Hagen, E.H.; Bryant, G.A. (2003). «Music and dance as a coalition signaling system». Human Nature 14 (1): 21-51. PMID 26189987. doi:10.1007/s12110-003-1015-z. Consultado el 5 de mayo de 2008. Parámetro desconocido |citeseerx= ignorado (ayuda) (enlace roto disponible en Internet Archive; véase el historial, la primera versión y la última).
- Honing, H. (2012). «Without it no music: Beat induction as a fundamental musical trait». Annals of the New York Academy of Sciences 1252: 85-91. PMID 22524344. doi:10.1111/j.1749-6632.2011.06402.x.
- Merker, B. (2000). «Synchronous chorusing and human origins».  En Wallin, N. L.; Merker, B.; Brown, S., eds. The origins of music. pp. 315-327. ISBN 978-0-585-20006-4. Archivado desde el original|urlarchivo= requiere |url= (ayuda) el 17 de diciembre de 2008. Consultado el 5 de mayo de 2008.
- Patel, A. (2008). "Beat-based rhythm processing as a key research area", In Music, Language and the Brain (pp. 402–415). Oxford: Oxford University Press.
- Desain, P., & Honing, H. (1994). "Foot-Tapping: a brief introduction to beat induction". In Proceedings of the 1994 International Computer Music Conference. 78-79. San Francisco: International Computer Music Association.
- Winkler, István; Haden, Gabor; Ladinig, Olivia; Sziller, Istvan; Honing, Henkjan (2009), «Newborn infants detect the beat in music», Proceedings of the National Academy of Sciences 106 (7): 2468-71, PMC 2631079, PMID 19171894, doi:10.1073/pnas.0809035106.
- Patel, Aniruddh D.; Iversen, John R.; Bregman, Micah R.; Schulz, Irena; Schulz, Charles (August 2008), «Investigating the human-specificity of synchronization to music», Proceedings of the 10th Intl. Conf. On Music Perception and Cognition (Adelaide: Causal Productions), archivado desde el original el 4 de marzo de 2009, consultado el 20 de septiembre de 2008.